# Donald O'Connor
 (janvier 2025).
Si vous disposez d'ouvrages ou d'articles de référence ou si vous connaissez des sites web de qualité traitant du thème abordé ici, merci de compléter l'article en donnant les références utiles à sa vérifiabilité et en les liant à la section « Notes et références ».
Pour les articles homonymes, voir O'Connor.
Donald O'Connor, né le 28 août 1925 à Chicago et mort le 27 septembre 2003 à Calabasas (en Californie), est un acteur et danseur américain.
Fils d'artistes du cirque passés au vaudeville, il est amené sur scène pour entendre les applaudissements alors qu'il n'a que trois jours[pertinence contestée]. À l'âge de treize mois, il travaille déjà sur scène et apporte ainsi à la famille son cachet de 25 dollars par semaine. Il passe ainsi une enfance heureuse dans le monde du spectacle où il se sent parfaitement à l'aise. Puis il se tourne vers le cinéma où il apparaît dans 58 films. Il est célèbre pour sa prestation dans la comédie musicale Chantons sous la pluie de Stanley Donen, aux côtés de Gene Kelly, dans laquelle il fait montre de ses extraordinaires talents acrobatiques.

## Biographie
Son vrai nom est Donald David Dixon Ronald O'Connor. Il est le septième enfant (dont trois moururent avant l'âge adulte) de John Edward « Chuck » O'Connor et Effie Irene Crane. Son père meurt d'une crise cardiaque alors que Donald n'a pas encore 2 ans, mais le souvenir d'un homme doué pour le spectacle reste pour lui une grande source d'inspiration.
En 1937, il fait ses débuts à l'âge de 12 ans dans le film Melody For Two avec ses deux frères Jack et Billy, mais sa scène est coupée au montage. En 1938, son premier « vrai » film est Sing You Sinners avec Bing Crosby. Celui-ci est impressionné par le talent du jeune enfant et l'initie rapidement au monde du cinéma.
En 1939, son frère Billy meurt de la scarlatine alors que sa famille s'apprêtait à partir en tournée en Australie, Donald doit mettre en veille sa carrière cinématographique et repart en tournée jusqu'en 1942.
En 1942, Donald est redécouvert par Hollywood. Il rejoint les Jivin' Jacks and Jills, une troupe de jeune danseurs âgés de 12 à 17 ans formée par les studios Universal. Donald se distingue rapidement avec sa partenaire Peggy Ryan et devient une grande vedette, mais ne s'en rend même pas compte, exploité par le studio (encore mineur, il travaille parfois sur trois films simultanément).
En 1943, il est enrôlé dans l'armée et présente alors plus de 3 000 spectacles pour les troupes américaines. Pendant ce temps, Universal continue de faire sortir les 14 films tournés par Donald et Peggy durant les deux dernières années. En 1944, à la veille de finir son service le 7 février, Donald épousa Gwen Carter, actrice et amour d'enfance âgée de 17 ans. Mais leur mariage est un échec, et ils divorcent en 1954. Ils ont une fille Donna Gwen en août 1945.

### L'âge d'or de la comédie musicale
Après la Guerre, Donald devient l'une des plus grandes vedettes d'Hollywood dans les années 1940 et 1950, se distinguant notamment dans des comédies musicales.
En 1950, son rôle dans Francis, l'histoire d'un soldat qui parle avec une mule, est un tel succès que cinq suites sont tournées jusqu'en 1955. Il ne tourne cependant pas dans le 7e et dernier épisode, Francis In The Haunted House, excédé par ce rôle (après le 3e film, la mule recevait plus de courrier de fans que lui)
Durant sa « période Francis », il continue à tourner des comédies musicales, et notamment Chantons sous la pluie (1952). Il touche 50 000 $ pour son rôle mémorable dans ce film. Il doit prendre trois jours de repos après avoir tourné la scène éprouvante mais inoubliable de « Make 'Em Laugh », mais à son retour Gene Kelly lui apprend que la prise a été ratée et qu'il doit tout refaire. Il remporte un Golden Globe pour son rôle dans ce film.
En 1952, il présente l'émission TV The Colgate Comedy Hour qui rencontre un grand succès. La même année, il présente la cérémonie des Academy Awards, diffusée depuis 1951 à la télévision.
En 1953, son duo avec Vera-Ellen dans Appelez-moi Madame fonctionne à merveille. Une nouvelle étape de sa carrière semble s'offrir à lui, mais les tentatives de les réunir à nouveau, notamment pour Noël blanc (1954), échouent. Une fièvre contractée au contact des animaux l'empêche en effet d'obtenir un rôle dans Noël blanc, à son grand dépit.
En 1954, il tourne l'une de ses plus célèbres comédies musicales : La Joyeuse Parade, dont la vedette est Marilyn Monroe, rendue célèbre l'année précédente par son rôle dans Les hommes préfèrent les blondes. Marilyn se plaint que Donald est trop jeune pour interpréter son amoureux (il a pourtant neuf mois de plus qu'elle), et la scène où ils s'embrassent s'avère particulièrement embarrassante à tourner pour tous deux. Le tournage n'est guère facilité par la présence sur le plateau de Dan Dailey, qui joue dans le film le rôle du père de Donald, et qui est l'amant de sa femme Gwen. Il l'épouse d'ailleurs peu après leur divorce.
En 1955, il met un terme à son contrat avec Universal Pictures après Francis in the Navy (1955) car il est excédé de se voir attribuer des rôles de « gentil garçon ». En cadeau d'adieu pour celui qui leur avait permis d'engranger des centaines de millions de dollars, le studio lui offre une caméra Minox et 14 pellicules. Cette décision marque le début du déclin de sa carrière à Hollywood.
En 1956, son unique film est Anything Goes où il retrouve Bing Crosby (son « père » de 1938). Cette fois, ils tiennent le rôle de deux amis du même âge, ce qui déconcerte un peu Donald. C'est sa dernière vraie comédie musicale.
Il épouse Gloria Noble. Ils ont 3 enfants : Alicia (1957), Donald Frederick (1960) et Kevin (1961).
En 1957, il accepte avec enthousiasme le rôle principal (et non comique) de L'Homme qui n'a jamais ri censé raconter la vie de Buster Keaton, l'un de ses modèles. Mais il déchante vite et avoue que « 60 % de ce qui est raconté dans le film est faux ».

### Éclipse
De 1957 à 1960, ses rôles se font plus rares, y compris à la télévision. Il décide de mettre la pédale douce après toutes ces années folles dans le milieu du show biz.
Dans les années 1960, il ne fait que trois films, participe à quelques émissions TV, et retrouve le milieu du music hall, partant en tournée à travers les États-Unis avec la troupe du spectacle Little Me.
Mais il goûte à l'alcool et, bientôt, arrive soûl aux représentations, quand il ne les manque pas purement et simplement. Il devient persona non grata dans le milieu du spectacle. Sa femme le quitte (elle le retrouvera une fois guéri) et obtient la garde de ses 4 enfants.
Dans les années 1970, il travaille encore occasionnellement à la télévision. Son unique film est sa contribution (avec d'autres vedettes d'Hollywood) au documentaire Il était une fois Hollywood (1974) où il présente les extraits de films d'Esther Williams. En 1971, il a une crise cardiaque. En 1978, il entame une cure de désintoxication couronnée de succès.
Dans les années 1980, revigoré, il tente de relancer sa carrière. Son pilote de The Music Mart pour NBC avec ses partenaires de longue date Sid Miller et Gloria DeHaven est un échec. Échecs également à Broadway avec Bring Back Birdie et à Toronto dans Say Hello to Harvey !
Il retrouve le succès avec son rôle de Cap'n Andy dans le spectacle Showboat. Il obtient également un tout petit rôle dans le film Ragtime réalisé par Miloš Forman. On le voit également à la télévision faire des apparitions dans des séries comme L'Île mystérieuse ou La croisière s'amuse. Vers la fin des années 1980, il doit ralentir à cause de problèmes cardiaques. Il se fait opérer, avec succès.
En 1994, il échappe de peu à la mort avec sa femme lorsque, lors d'un tremblement de terre, sa maison sort de ses fondations et manque de tomber dans une crevasse, mais est heureusement stoppée par un grand arbre.
En 1997, il tourne ce qui est son dernier film, La croisière galère (Out To Sea), avec Jack Lemmon et Walter Matthau, dans lequel on le voit beaucoup danser. En 1998, il se lance dans la revue The Fabulous Palm Spring Follies qui regroupe des artistes âgés de plus de 54 ans. Le 30 janvier, gravement malade d'une double pneumonie, il est à l'article de la mort mais guérit finalement.
Il meurt le 27 septembre 2003 à l'âge de 78 ans. D'après sa famille, ses derniers mots furent : "« Je tiens à remercier l'Académie des Oscars pour le Lifetime Achievement Award (Oscar d'honneur pour l'ensemble de la carrière) quand ils me l'offriront. ». Un hommage lui est rendu quelques mois plus tard lors de la cérémonie 2004 des Oscars.
Il est enterré au cimetière de Forest Lawn à Los Angeles, sur les hauteurs d'Hollywood. Il possède une étoile sur le Hollywood Walk of Fame, au 1680 Vine Street.

## Distinction
- 1953 : il obtient le Golden Globe du Meilleur acteur dans une comédie musicale pour le rôle de Cosmo Brown dans Chantons sous la pluie.

## Filmographie
- 1937 : Melody For Two : un danseur (coupé au montage)
- 1937 : It Can't Last Forever : un danseur
- 1938 : Les Hommes volants (Men with Wings) de William A. Wellman : Pat Falconer à l'âge de 10 ans
- 1938 : Les Bébés turbulents (Sing You Sinners) de Wesley Ruggles : Mike Beebe
- 1938 : Sons Of The Legion : Butch Baker
- 1938 : Tom Sawyer détective (Tom Sawyer, Detective) de Louis King : Huckleberry Finn
- 1939 : Boy Trouble : Butch
- 1939 : Unmarried : Ted Streaver à l'âge de 12 ans
- 1939 : Million Dollar Legs de Nick Grinde : Sticky Boone
- 1939 : Beau Geste : Beau à l'âge de 12 ans
- 1939 : Night Work : Butch Smiley, l'orphelin
- 1939 : Death Of A Champion : Small Fry
- 1939 : Sur les pointes (On Your Toes) : Phil Jr. (enfant)
- 1942 : What's Cookin'? d'Edward F. Cline : Tommy
- 1942 : Private Buckaroo d'Edward F. Cline : Donny
- 1942 : Give Out, Sisters d'Edward F. Cline : Don
- 1942 : Get Hep To Love : Jimmy Arnold
- 1942 : When Johnny Comes Marching Home : Frankie Flanagan
- 1943 : It Comes Up Love : Ricky Ives
- 1943 : Monsieur Swing (Mister Big) : Donald J. O'Connor
- 1943 : Top Man : Don Warren
- 1944 : Les Flirts des Corrigans (Chip Off the Old Block) : Donald Corrigan
- 1944 : Et voilà la vie (This Is the Life) de Felix E. Feist : Jimmy Plum
- 1944 : Le Joyeux Trio Monahan (The Merry Monahans) de Charles Lamont : Jimmy Monahan
- 1944 : Cavalcade musicale (Bowery to Broadway) de Charles Lamont : Specialty Number
- 1944 : Hollywood Parade (Follow the boys) d'A. Edward Sutherland : Lui-même
- 1945 : Patrick The Great : Pat Donahue Jr
- 1947 : Something In The Wind : Charlie Read
- 1948 : Faisons les fous (Are You With It ?) : Milton Haskins
- 1948 : Champion malgré lui (Feudin', Fussin' and A-Fightin') de George Sherman: Wilbur McMurty
- 1949 : Nous... les hommes (Yes Sir That's My Baby) de George Sherman : William Waldo Winfield
- 1950 : Francis, le mulet qui parle (Francis) : Peter Stirling (le générique du film mentionne 1949)
- 1950 : Curtain Call At Cactus Creek : Edward Timmons
- 1950 : The Milkman : Roger Bradley
- 1951 : Double Crossbones : Dave Crandall
- 1951 : Francis Goes To The Races : Peter Stirling
- 1952 : Chantons sous la pluie (Singin' in the Rain) de Stanley Donen et Gene Kelly : Cosmo Brown
- 1952 : Francis Goes To West Point : Peter Stirling
- 1953 : Cupidon photographe : Melvin Hoover
- 1953 : Appelez-moi Madame (Call Me Madam) : Kenneth
- 1953 : Francis Covers The Big Town : Peter Stirling
- 1953 : Les Yeux de ma mie (Walking My Baby Back Home) de Lloyd Bacon : Clarence Millard
- 1954 : Francis chez les Wacs (Francis Joins the WACS) d'Arthur Lubin : Peter Stirling
- 1954 : La Joyeuse Parade (There's No Business Like Show Business) de Walter Lang : Tim Donahue
- 1955 : Francis dans la marine (Francis in the Navy) d'Arthur Lubin : Lieutenant Peter Stirling / Slicker Donovan, l'ami de Bosun
- 1956 : Quadrille d'amour (Anything Goes) de Robert Lewis : Ted Adams
- 1957 : L'Homme qui n'a jamais ri : Buster Keaton
- 1961 : Cry For Happy : Murray Prince
- 1961 : Les Mille et Une Nuits (Le meraviglie di Aladino) de  Mario Bava : Aladdin
- 1965 : That Funny Feeling : Harvey Granson
- 1974 : Il était une fois à Hollywood (That entertainment) de Jack Haley Jr. : invité / narrateur
- 1976 : Super Jaimie (série télévisée) (épisode 1-04, Témoin du passé)
- 1976 : Hollywood, Hollywood (That's entertainement Part II) : Film documentaire
- 1981 : Ragtime de Miloš Forman : le professeur de danse d'Evelyn
- 1982 : Pandemonium : le père de Glenn
- 1985 : Alice au pays des merveilles (Alice in Wonderland) de Harry Harris (en) : Le Perroquet
- 1987 : A time to remember : Père Walsh
- 1987: les routes du paradis: saison 4,épisode 6 ,Les Petits Profits (Playing For Keeps)
- 1990 : Arabesque (série TV) : saison 6, épisode 16 (Le Grand spectacle) : Barry Barnes
- 1992 : Toys de Barry Levinson : Kenneth Zevo
- 1992 : Les Contes de la crypte (Tales from the Crypt) (série télévisée) (épisode 4-12, Une corde pour vous pendre)
- 1996 : Father Frost : Baba Yaga
- 1996 : Une Nounou d'Enfer (The Nanny) (série télévisée) (épisode 4-05, Le Grand Amour de Frieda)
- 1997 : La Croisière aventureuse (Out to Sea) de Martha Coolidge : Jonathan Devereaux

## Voix Françaises
- Guy Loriquet dans :
  - 1950 : Francis, le mulet qui parle
  - 1952 : Chantons sous la pluie (voix parlée)

Et aussi
- 1952 : Chantons sous la pluie : Pierre Laurent (voix chantée)
- 1961 : Les Mille et Une Nuits : Serge Lhorca
- 1993-1999 : Une nounou d'enfer : André Oumansky